# Nederlands voetbalelftal op de Olympische Zomerspelen 1924
Het Nederlands voetbalelftal was een van de deelnemende landen op de Olympische Zomerspelen 1924 in Parijs, Frankrijk. Het is de vierde deelname voor het land. De vorige deelname was vier jaar eerder, in 1920. Hierin pakte Nederland de bronzen medaille.

## Wedstrijden op de Olympische Zomerspelen
Het Nederlands Olympisch elftal speelde de eerste ronde tegen Roemenië: deze wedstrijd werd overtuigend met 6-0 gewonnen, waarna Nederland in de kwartfinale Ierland trof. Deze wedstrijd werd ook gewonnen, met 2-1 ditmaal, in de verlenging. In de halve finale ontmoette Nederland Uruguay. Uruguay was de verrassing van het toernooi, maar toch wist Nederland het het Zuid-Amerikaanse land knap lastig te maken: Nederland stond zelfs een tijd aan de leiding, maar na een omstreden penalty wegens vermeend hands van Evert van Linge eindigde de wedstrijd in 1-2. In de troostfinale werd gespeeld tegen Zweden, dat de andere halve finale had verloren van Zwitserland. De eerste wedstrijd eindigde in een 1-1 gelijkspel, waarna Nederland de replay met 1-3 verloor.

### Eerste ronde
|                                      | |         |          |                                                                                              |
| 27 mei 1924 «onderlinge duels» 16:00 | Nederland                                                                                                  | 6 – 0   | Roemenië | Stade olympique de Colombes, Colombes Toeschouwers: 1.840 Scheidsrechter: Félix Herren (SUI) |
| 27 mei 1924 «onderlinge duels» 16:00 | Albert Snouck Hurgronje 8' Kees Pijl 32' Kees Pijl 52' Kees Pijl 66' Kees Pijl 68' Jan de Natris (pen) 69' | Verslag |          | Stade olympique de Colombes, Colombes Toeschouwers: 1.840 Scheidsrechter: Félix Herren (SUI) |

### Kwartfinale
|                                      |                                   |               |                     |                                                                                         |
| 2 juni 1924 «onderlinge duels» 17:00 | Nederland                         | 2 – 1 (1 – 1) | Ierland             | Stade de Paris, Saint Ouen Toeschouwers: 1.506 Scheidsrechter: Heinrich Retschury (AUT) |
| 2 juni 1924 «onderlinge duels» 17:00 | Ok Formenoij 7' Ok Formenoij 104' | Verslag       | 33' Michael Farrell | Stade de Paris, Saint Ouen Toeschouwers: 1.506 Scheidsrechter: Heinrich Retschury (AUT) |

### Halve finale
|                                      |               |         |                                        |                                                                                                |
| 6 juni 1924 «onderlinge duels» 17:00 | Nederland     | 1 – 2   | Uruguay                                | Stade olympique de Colombes, Colombes Toeschouwers: 7.088 Scheidsrechter: Georges Vallat (FRA) |
| 6 juni 1924 «onderlinge duels» 17:00 | Kees Pijl 32' | Verslag | 62' Pedro Cea 81' Héctor Scarone (pen) | Stade olympique de Colombes, Colombes Toeschouwers: 7.088 Scheidsrechter: Georges Vallat (FRA) |

### Troostfinale
|                                      |                    |               |                  | |
| 8 juni 1924 «onderlinge duels» 16:00 | Nederland          | 1 – 1 (1 – 1) | Zweden           | Stade olympique de Colombes, Colombes Toeschouwers: 9.915 Scheidsrechter: Heinrich Retschury (AUT) |
| 8 juni 1924 «onderlinge duels» 16:00 | André Le Fèvre 77' | Verslag       | 44' Per Kaufeldt | Stade olympique de Colombes, Colombes Toeschouwers: 9.915 Scheidsrechter: Heinrich Retschury (AUT) |

#### Replay
|                   |                        |         |                                                     | |
| 9 juni 1924 14:30 | Nederland              | 1 – 3   | Zweden                                              | Stade olympique de Colombes, Colombes Toeschouwers: 40.522 Scheidsrechter: Youssouf Mohammed (EGY) |
| 9 juni 1924 14:30 | Ok Formenoij (pen) 43' | Verslag | 34' Sven Rydell 42' Evert Lundquist 77' Sven Rydell | Stade olympique de Colombes, Colombes Toeschouwers: 40.522 Scheidsrechter: Youssouf Mohammed (EGY) |

## Selectie
De selectie van bondscoach William Townley bestond uit 22 spelers.
| Naam                    | Geboortedatum | Club             | Positie(s) | GW |    |
| ----------------------- | ------------- | ---------------- | ---------- | -- | -- |
| Gejus van der Meulen    | 23-01-1903    | HFC              | GK         | 5  | −7 |
| Jan de Boer             | 29-08-1898    | Ajax             | GK         | 0  | 0  |
| Harry Dénis             | 28-08-1896    | HBS              | DF         | 5  | 0  |
| Hans Tetzner            | 09-06-1898    | Be Quick 1887    | DF         | 3  | 0  |
| Ben Verweij             | 31-08-1895    | HFC              | DF         | 1  | 0  |
| André le Fèvre          | 12-12-1898    | Kampong          | MF, FW     | 5  | 1  |
| Evert van Linge         | 19-11-1895    | Be Quick 1887    | MF         | 3  | 0  |
| Peer Krom               | 10-03-1898    | RCH              | MF         | 3  | 0  |
| Gerrit Horsten          | 16-04-1900    | Willem II        | MF         | 3  | 0  |
| Jan Oosthoek            | 05-03-1898    | Sparta Rotterdam | MF         | 2  | 0  |
| Albert Snouck Hurgronje | 30-05-1902    | HVV              | FW         | 3  | 1  |
| Ber Groosjohan          | 16-06-1897    | VOC              | FW         | 3  | 0  |
| Kees Pijl               | 09-06-1897    | Feyenoord        | FW         | 2  | 5  |
| Gerrit Visser           | 02-02-1903    | Stormvogels      | FW         | 4  | 0  |
| Jan de Natris           | 13-11-1895    | Ajax             | FW         | 4  | 1  |
| Okkie Formenoij         | 16-03-1899    | Sparta Rotterdam | FW         | 3  | 3  |
| Joop ter Beek           | 01-06-1901    | NAC Breda        | FW         | 1  | 0  |
| Henk Vermetten          | 19-08-1895    | HBS              | FW, DF     | 2  | 0  |
| Klaas Breeuwer          | 25-11-1901    | Haarlem          | FW         | 1  | 0  |
| Dick Sigmond            | 22-05-1897    | DFC              | FW         | 2  | 0  |
| Louis Lash              | 24-10-1902    | HBS              | FW         | 0  | 0  |
| Henk Roomberg           | 27-02-1895    | Sparta Rotterdam | FW         | 0  | 0  |

Joop ter Beek · 
Jan de Boer · 
Klaas Breeuwer · 
Harry Dénis · 
André le Fèvre · 
Ok Formenoij · 
Ber Groosjohan · 
Gerrit Horsten · 
Peer Krom · 
Louis Lash · 
Evert van Linge · 
Gejus van der Meulen · 
Jan de Natris · 
Jan Oosthoek · 
Kees Pijl · 
Henk Roomberg · 
Dick Sigmond · 
Albert Snouck Hurgronje · 
Hans Tetzner · 
Henk Vermetten · 
Ben Verweij · 
Gerrit Visser · 
Coach: William Townley
KNVB ·
A-internationals ·
Bondscoaches (m) ·
Topscorers ·
Nederlands vrouwenelftal ·
Bondscoaches (v) ·
Nederland B ·
Olympisch elftal ·
Jong Oranje ·
Nederland –20 ·
Nederland –19 ·
Nederland –18 ·
Nederland –17 ·
Nederland –16 ·
Nederland –15 ·
Nederlands amateurelftal ·
Nederlands zaterdagelftal ·
Jong OranjeLeeuwinnen ·
Vrouwen –20 ·
Vrouwen –19 ·
Vrouwen –18 ·
Vrouwen –17 ·
Vrouwen –16 ·
Vrouwen –15 ·
Militair mannenelftal ·
Militair vrouwenelftal ·
Strandteam ·
Vrouwen Strandteam ·
Futsalteam ·
Vrouwen Futsalteam

EK-wedstrijden ·
WK-wedstrijden ·
Resultaten kwalificaties en eindronden ·
Nederland B-wedstrijden ·
Officieuze wedstrijden ·
EK-wedstrijden vrouwen ·
WK-wedstrijden vrouwen ·
Resultaten vrouwen kwalificaties en eindronden
1905 – 1919 ·
1920 – 1929 ·
1930 – 1939 ·
1940 – 1949 ·
1950 – 1959 ·
1960 – 1969 ·
1970 – 1979 ·
1980 – 1989 ·
1990 – 1999 ·
2000 – 2009 ·
2010 – 2019 ·
2020 – 2029
2015 ·
2016 ·
2017 ·
2018 ·
2019 ·
2020 ·
2021 · 
2022
EK's: 1976 · 
1980 · 
1988 · 
1992 · 
1996 · 
2000 · 
2004 · 
2008 · 
2012 · 
2020 · 
2024
WK's: 1934 · 
1938 · 
1974 · 
1978 · 
1990 · 
1994 · 
1998 · 
2006 · 
2010 · 
2014 · 
2022
OS: 1908 ·
1912 ·
1920 ·
1924 ·
1928 ·
1948 ·
1952 ·
2008
Albanië ·
Andorra ·
Argentinië ·
Armenië ·
Australië ·
België ·
Bosnië en Herzegovina ·
Brazilië ·
Bulgarije ·
Canada ·
Chili ·
China ·
Colombia ·
Costa Rica ·
Curaçao ·
Cyprus ·
DDR ·
Denemarken ·
Duitsland ·
Ecuador ·
Egypte ·
Engeland ·
Estland ·
Faeröer ·
Finland ·
Frankrijk ·
GOS · 
Georgië ·
Ghana ·
Gibraltar ·
Griekenland ·
Hongarije ·
Ierland ·
IJsland ·
Indonesië ·
Iran ·
Israël ·
Italië ·
Ivoorkust ·
Japan ·
Joegoslavië ·
Kameroen ·
Kazachstan ·
Kroatië ·
Letland ·
Liechtenstein ·
Luxemburg ·
Malta ·
Marokko ·
Mexico ·
Moldavië ·
Montenegro ·
Nederlandse Antillen ·
Nigeria ·
Noord-Ierland ·
Noord-Macedonië ·
Noorwegen ·
Oekraïne ·
Oostenrijk ·
Paraguay ·
Peru ·
Polen ·
Portugal ·
Qatar ·
Roemenië ·
Rusland ·
Saarland ·
San Marino ·
Saoedi-Arabië ·
Schotland ·
Senegal ·
Servië en Montenegro ·
Slovenië ·
Slowakije ·
Sovjet-Unie ·
Spanje ·
Suriname ·
Thailand ·
Tsjechië ·
Tsjecho-Slowakije ·
Tunesië ·
Turkije ·
Uruguay ·
Verenigd Koninkrijk ·
Verenigde Staten ·
Wales ·
Wit-Rusland ·
Zuid-Afrika ·
Zuid-Korea ·
Zweden ·
Zwitserland
Argentinië (1978) ·
Argentinië (2006) ·
Argentinië (2014) ·
Argentinië (2022) ·
Australië (2014) ·
Brazilië (2014) ·
Chili (2014) · 
Costa Rica (2014) ·
Denemarken (2010) ·
Denemarken (2012) ·
Duitsland (2012) · 
Ecuador (2022) · 
Frankrijk (2008) ·
Italië (2008) ·
Ivoorkust (2006) ·
Japan (2010) ·
Kameroen (2010) ·
Mexico (2014) · 
Noord-Macedonië (2021) · 
Oekraïne (2021) · 
Oostenrijk (2021) · 
Portugal (2006) ·
Portugal (2012) ·
Portugal (2019) ·
Qatar (2022) ·
Roemenië (2008) ·
Rusland (2008) ·
San Marino (2011) ·
Senegal (2022) ·
Servië en Montenegro (2006) ·
Sovjet-Unie (1988) ·
Spanje (2010) ·
Spanje (2014) ·
Tsjechië (2021) · 
Uruguay (2010) ·
Verenigde Staten (2022) · 
West-Duitsland (1974)
 Parijs 1900 ·
 Saint Louis 1904 ·
 Londen 1908 ·
 Stockholm 1912 ·
 Antwerpen 1920 ·
 Parijs 1924 ·
 Amsterdam 1928 ·
 Berlijn 1936 ·
 Londen 1948 ·
 Helsinki 1952 ·
 Melbourne 1956 ·
 Rome 1960 ·
 Tokio 1964 ·
 Mexico-stad 1968 ·
 München 1972 ·
 Montréal 1976 ·
 Moskou 1980 ·
 Los Angeles 1984 ·
 Seoul 1988 ·
 Barcelona 1992 ·
 Atlanta 1996 ·
 Sydney 2000 ·
 Athene 2004 ·
 Peking 2008 ·
 Londen 2012 ·
 Rio 2016 ·
 Tokio 2020